# Lasioptera hungarica
Lasioptera hungarica är en tvåvingeart som beskrevs av Edwin Möhn 1968. Lasioptera hungarica ingår i släktet Lasioptera och familjen gallmyggor. Inga underarter finns listade i Catalogue of Life.